# Χ
Qui ou, de uso menos frequente em português, chi, é a vigésima segunda letra do alfabeto grego (em grego:  maiúsculo {\displaystyle \mathrm {X} }, minúsculo {\displaystyle \chi }  ou neutro χι, transl.: khi ou ch, pron.: ˈki ). 
No sistema numérico grego, vale 600. No modo matemático do sistema LaTeX, é representada por: {\displaystyle \mathrm {X} } e {\displaystyle \chi }. 

## Fonética
No alfabeto fonético internacional o qui minúsculo transcreve a consonante fricativa uvular surda /χ/. 

### Grego antigo
Seu valor no grego antigo era o de uma oclusiva velar surda aspirada /kʰ/ (no alfabeto grego ocidental: /ks/).

### Grego koiné
No grego koiné e em dialetos posteriores, tornou-se uma fricativa ([x]/[ç]) juntamente com as letras Θ (teta) e Φ (fi).

### Grego moderno
No grego moderno, tem duas pronúncias distintas: na frente de vogais fechadas ou anteriores (/e/ ou /i/), é pronunciado como uma fricativa palatal surda [ç], como no alemão ich ou como o h nas palavras inglesas hew e human. Na frente de vogais abertas ou posteriores (/a/, /o/ ou /u/) e consoantes, é pronunciado como uma fricativa velar surda ([x]), como no alemão ach ou como o j castelhano.